# Plaza Romania
El Plaza Romania es un centro comercial en Bucarest, la capital del país europeo de Rumania. La construcción, fue realizada sobre una obra inacabada y abandonada después de la caída del gobierno comunista de Nicolae Ceauşescu, tiene 3 partes diferenciadas - una estructura central con una cúpula de 40 metros de diámetro, y dos alas nuevas y complejas. El centro cuenta con dos secciones funcionales - un centro comercial y un hipermercado, que puede ser gestionado de forma independiente de acuerdo con las condiciones de operación. El sitio también incluye un estacionamiento al aire libre y un estacionamiento interior.